# فريديريك ريس
فريديريك ريس هو سياسي فرنسي، ولد في 12 نوفمبر 1949 في هاغويناو في فرنسا. نشط حزبياً في الاتحاد من أجل حركة شعبية والحزب الراديكالي.

## مناصب
- انتخب نائب عن الجمعية البرلمانية لمجلس أوروبا  [لغات أخرى]‏ لترشحه ضمن قائمة فرنسا، (22 يناير 2007 – ).
- انتخب Mayor of Niederbronn-les-Bains ‏ (25 يونيو 1995 – 30 مارس 2014).
- انتخب نائب فرنسي عن دائرة Bas-Rhin's 8th constituency [الإنجليزية]‏ وقد انضم خلال فترته النيابية [الإنجليزية]‏ (21 يونيو 2017 – ) للكتلة البرلمانية Republican Right group [الإنجليزية]‏.
- انتخب نائب فرنسي عن دائرة Bas-Rhin's 8th constituency [الإنجليزية]‏ خلال فترته النيابية (20 يونيو 2012 – 20 يونيو 2017).
- انتخب نائب فرنسي عن دائرة Bas-Rhin's 8th constituency [الإنجليزية]‏ خلال فترته النيابية [الإنجليزية]‏ (20 يونيو 2007 – 19 يونيو 2012).
- انتخب نائب فرنسي عن دائرة Bas-Rhin's 8th constituency [الإنجليزية]‏ خلال فترته النيابية  [لغات أخرى]‏ (19 يوليو 2002 – 19 يونيو 2007).